# Asplenium pseudopraemorsum
Asplenium pseudopraemorsum är en svartbräkenväxtart som beskrevs av Ren-Chang Ching. Asplenium pseudopraemorsum ingår i släktet Asplenium och familjen Aspleniaceae. Inga underarter finns listade.